# Egidio da Laurenzana
Egidio da Laurenzana, al secolo Bernardino Di Bello (Laurenzana, 1443 circa – Laurenzana, 10 gennaio 1518), è stato un religioso italiano.
Fratello laico dell'Ordine dei frati minori francescani, condusse una vita di ritiro e penitenza; il suo culto come beato fu confermato da papa Leone XIII nel 1880.

## Biografia
Era figlio di Bello Di Bello e Caradonna Persani, modesti contadini: dedito sin dall'infanzia al lavoro nei campi, abbracciò la vita religiosa tra i minori osservanti del convento di Laurenzana prendendo il nome di Egidio.
Amante del silenzio e della solitudine, trascorreva buona parte del tempo in una grotta che sorgeva nell'orto del convento.
Ebbe fama di doni mistici (guarigioni, estasi, profezia) e tra i suoi estimatori ebbe Carlo de Guevara, conte di Potenza.

## Il culto
Sepolto nella fossa comune dei frati, davanti all'altare maggiore della chiesa conventuale, a sei anni dalla morte il padre guardiano fece esumare il corpo di Egidio e, trovatolo incorrotto, lo espose al culto in una cassa di legno, rinnovata il 10 maggio 1671.
Papa Leone XIII, con decreto del 27 giugno 1880, ne confermò il culto con il titolo di beato.
Il suo elogio si legge nel martirologio romano al 10 gennaio.